# Upallo Arkhale
Upallo Arkhale – gaun wikas samiti w zachodniej części Nepalu w strefie Lumbini w dystrykcie Nawalparasi. Według nepalskiego spisu powszechnego z 2001 roku liczył on 551 gospodarstw domowych i 3821 mieszkańców (1969 kobiet i 1852 mężczyzn).